# Kayseri
Kayseri, ve starověku Mazaka, Kaisareia či Caesarea, je město v Kappadokii ve středním Turecku. Má asi 700 tisíc obyvatel a leží v nadmořské výšce 1054 m na úpatí vyhaslé sopky Erciyes Dağı. Je hlavním městem stejnojmenné provincie. Město je významným průmyslovým střediskem, je známé výrobou uzenin, nábytku a proslulých koberců.

## Adminstrativní členění
Metropolitní oblast Kayseri je složena z pěti obvodů: jsou to dva centrální Kocasinan a Melikgazi, a od roku 2004 Hacılar, İncesu a Talas.

## Historie města

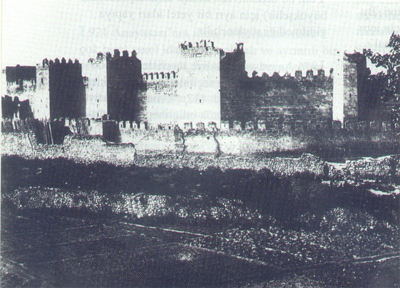
Opevnění Kayseri roku 1897

Na místě dnešního Kayseri byla už v chetitské době (2. tisíciletí př. n. l.) osada Mazaka, která fungovala na obchodní cestě do Asýrie, později byla křižovatkou cest také do Persie.
Kolem roku 150 př. n. l. dostala jméno Eusebeia a za císaře Tiberia v roce 17 byla na jeho počest přejmenována na Caesarea, pro odlišení od stejnojmenných měst též Caesarea in Cappadocia, v řecké podobě Kaisareia. Stala se hlavním městem římské provincie Cappadocia, po rozdělení za císaře Valenta Cappadocia prima. 
Věřícím křesťanům v Kappadokii byl již v 1. století adresován první list apoštola Petra,, takže lze předpokládat, že se zde brzy rozšířilo křesťanství. Od počátku 3. století se město stalo střediskem křesťanské vzdělanosti východořímské a dále Byzantské říše,  rozkvět města vrcholil ve 4.-6. století. Ve 4. století zde působil teolog a biskup Eusebios († 339) a po něm slavní kappadočtí Otcové Basileios Veliký (který se stal druhým biskupem a kappadockým metropolitou), jeho bratr Řehoř z Nyssy a jejich přítel Řehoř Naziánský . Basileios dal postavit velký klášterní komplex zvaný Basiliad, který  zahrnoval náboženské a vzdělávací centrum, k němuž byly přidruženy  špitál, hospic pro poutníky, pro staré i chudé a kuchyně, v níž údajně sám rozdával polévku chudým. O ženy pečovala jeho ovdovélá matka Emmelia a sestra Macrina.
Arabský generál a pozdější první chalífa dynastie Umajjovců  Mu'ávija I. dobyl město roku 647. V roce 1067 je získal seldžucký sultán Alp-Arslan, který Basileovy byzantské stavby pobořil a obyvatelstvo zmasakroval. Okolo roku 1080 následovali turkmenští Danišmendové. 
V roce 1096 západní křižáci osvobodili křesťanskou menšinu města, z arabské pevnosti zbudovali hrad a po tři generace město měli ve správě. V letech 1178–1243 se město stalo jedním ze dvou sídelních měst Seldžuků a zažilo zlatou éru svého rozkvětu. Kolem roku 1250 Sâhib Ata, sultán Rúmského sultanátu, dal město opevnit hradbami, zčásti dosud dochovanými.  Roku 1515 se stalo součástí Osmanské říše,  kromě let 1401 až 1467, kdy mu vládl Tamerlán (Timur Lenk) a po něm dynstie Eretnidů. Od té doby patří k Turecku dodnes. 
Kolem roku 1900 začalo budování nového sídliště na severu města. Ve městě jsou zachovány zdi a bastiony z mohutných hradeb, hrad, několik mešit a medresy. Většina historických budov, jako je Hunád-Hatunský komplex nebo Kilicarsalská mešita, byla vybudována či přestavěna za vlády Seldžuků. V 19. století byl vystavěn velký bazar při historickém zájezdním hostinci karavanseraji ze 16. století.

## Současnost
Kayseri je jedním z nejdůležitějších středisek tureckého průmyslu a obchodu. Vyrábí se zde hlavně nábytek, kovové zboží, uzeniny a koberce. Je zde několik velkých bank. Město je také turistickým centrem a dopravní křižovatkou, má mezinárodní letiště Kayseri Erkilet Havaalani, jež odbaví ročně přes 500 tisíc cestujících. Od roku 2006 se ve městě buduje tramvajová doprava.
Dominantou města je moderní mešita Bürüngüz, postavená roku 1977. Město má čtyři univerzity a samostatný univerzitní kampus.

## Památky a turistické cíle

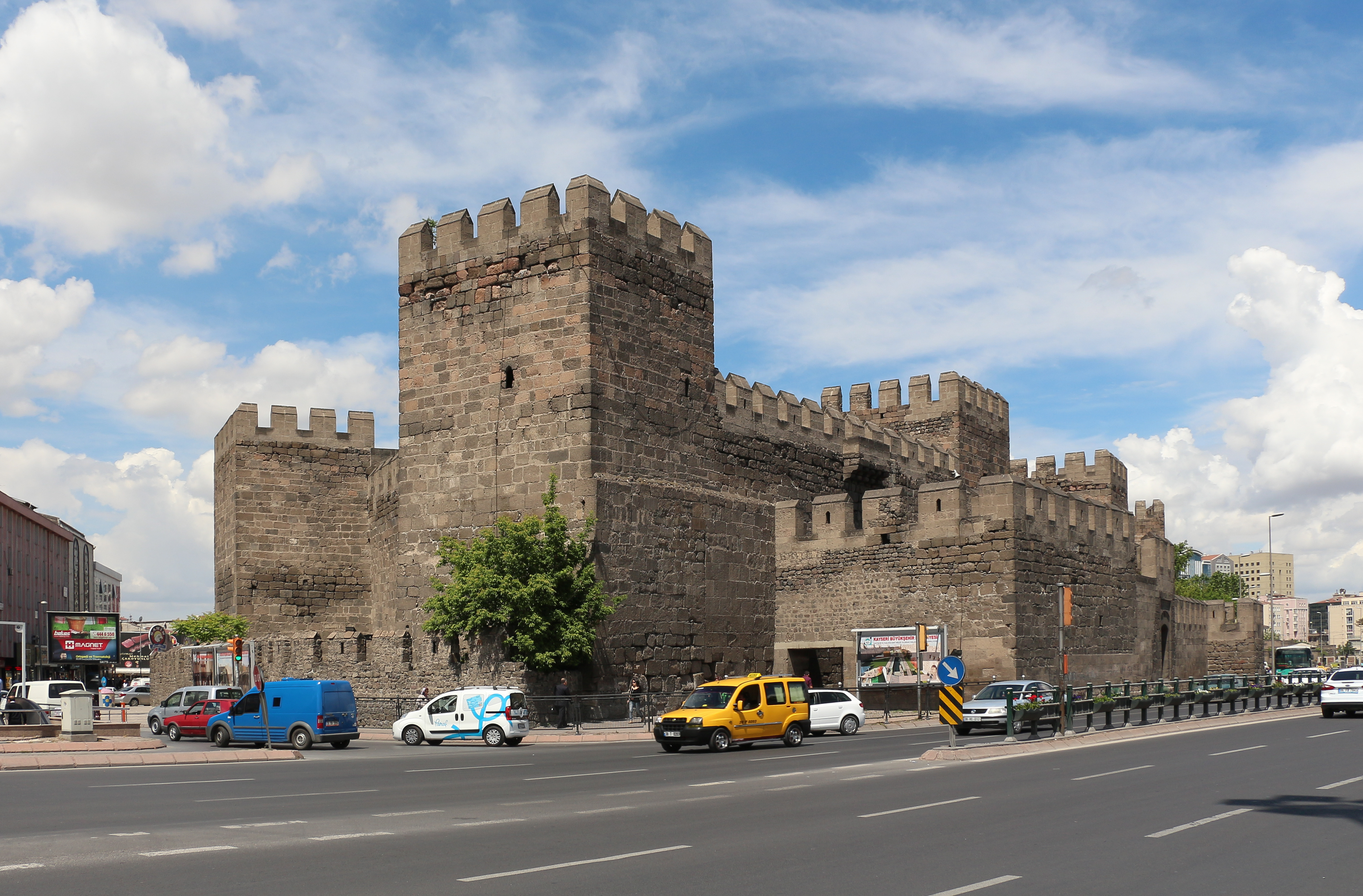
Hrad v areálu Hunat Hatun

- Městské hradby z  basaltu, převážně středověkého seldžuckého původu
- Hrad - pevnost Kayseri, založená Římany ve 2. století, nejstarším datovacím dokumentem je zde nalezená mince římského císaře  Gordiana III.  z let 238–244. Stavba prošla několika dostavbami a přestavbami počínaje již Římany, přes Byzantince, křižáky, Seldžuky, Dulkadiry a Karamanmaridy, a osmanské Turky. Hrad má dva pásy opevnění,  vnější tvoří 18 věží.  Navazuje na něj část seldžucké pevnosti s mešitou Hunat Hatun a madrasa pochází z roku 1238, seldžucké mauzoleum Döner Kümbet princezny Şah Cihan Hatun pochází z roku 1276.
- Hodinová věž a Náměstí republiky
- Panagía - řeckokatolická bazilika Panny Marie, nyní mešita (v obvodu Talas)
- Bazar Kapali Carsi
- Fórum na místě římsko-byzantského náměstí
- Chrám Panny Marie s vědeclou knihovnou Surp Asdvadzadzin Meryem Ana Kilisesi Araştırma Kütüphanesi
- tradiční domy, postavené na hradební zdi (Talas)
- Mešita Bürüngüz z roku 1977
- Etnografické muzeum
- Národní archeologické a historické muzeum

## Sport
- Kaydir Has Stadium je stadion dvou fotbalových klubů nejvyšší ligy, Kayserispor a Kayseri Erciyesspor. Je to významná moderní architektura z roku 2009 s ocelovým pláštěm a 33 tisíci sedadel (první foto v infoboxu).
- Kadir Has Arena je menší otevřený  stadion.

## Osobnosti
- Abdullah Gül (*1950 Kayseri), bývalý prezident Turecka
- Kadir Has (1931-2007) - turecký podnikatel a mecenáš, po němž jsou pojmenovány oba stadiony
- V okolí města (Talas)  dochované rezidence slavnýchː ropný magnát Calouste Gulbenkian ,  rejdař Aristoteles Onassis,  miliardář a mecenáš  Sakıp Sabanci a spisovatel Elia Kazan .

## Galerie

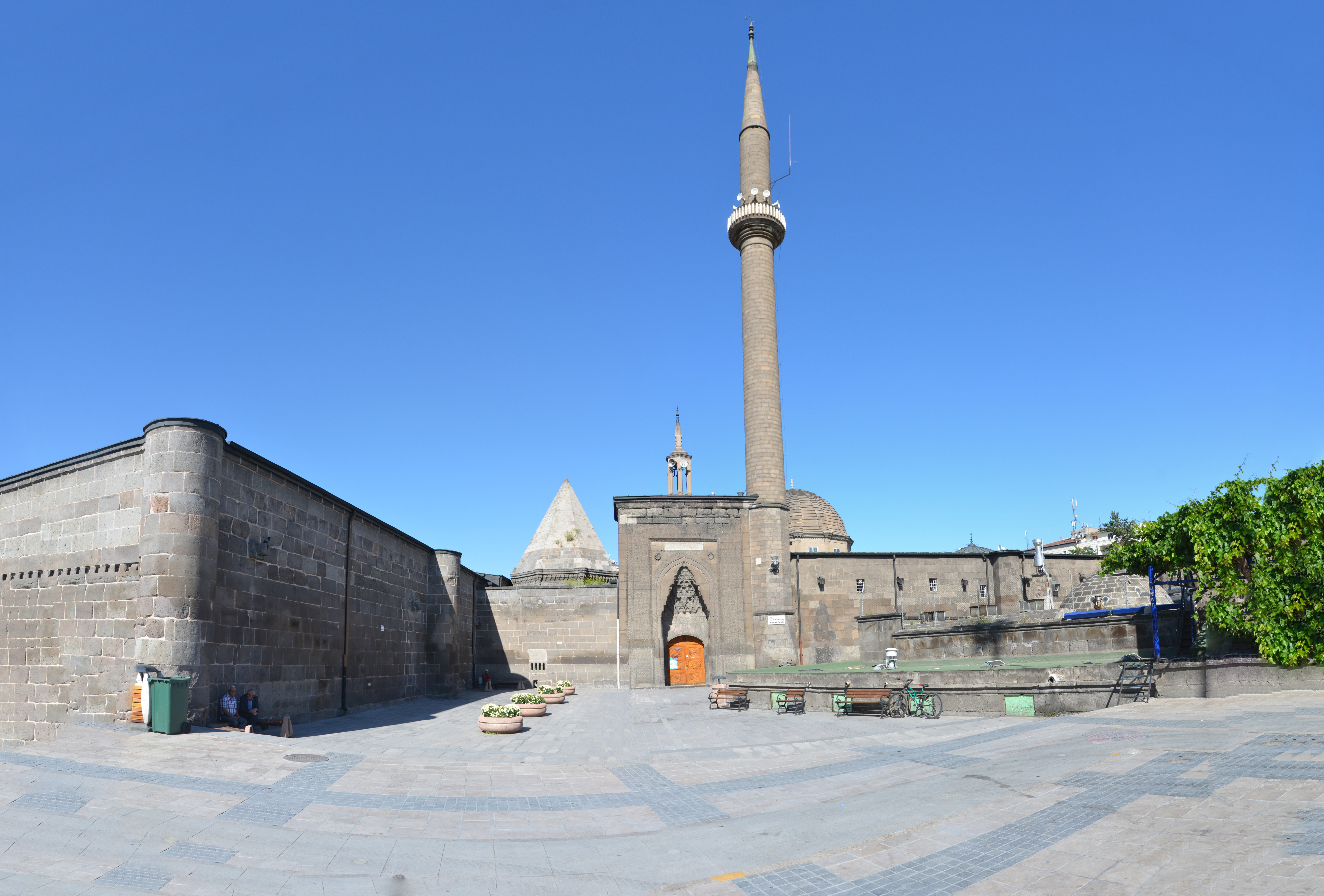
Pevnost a mešita Hunat Hatun
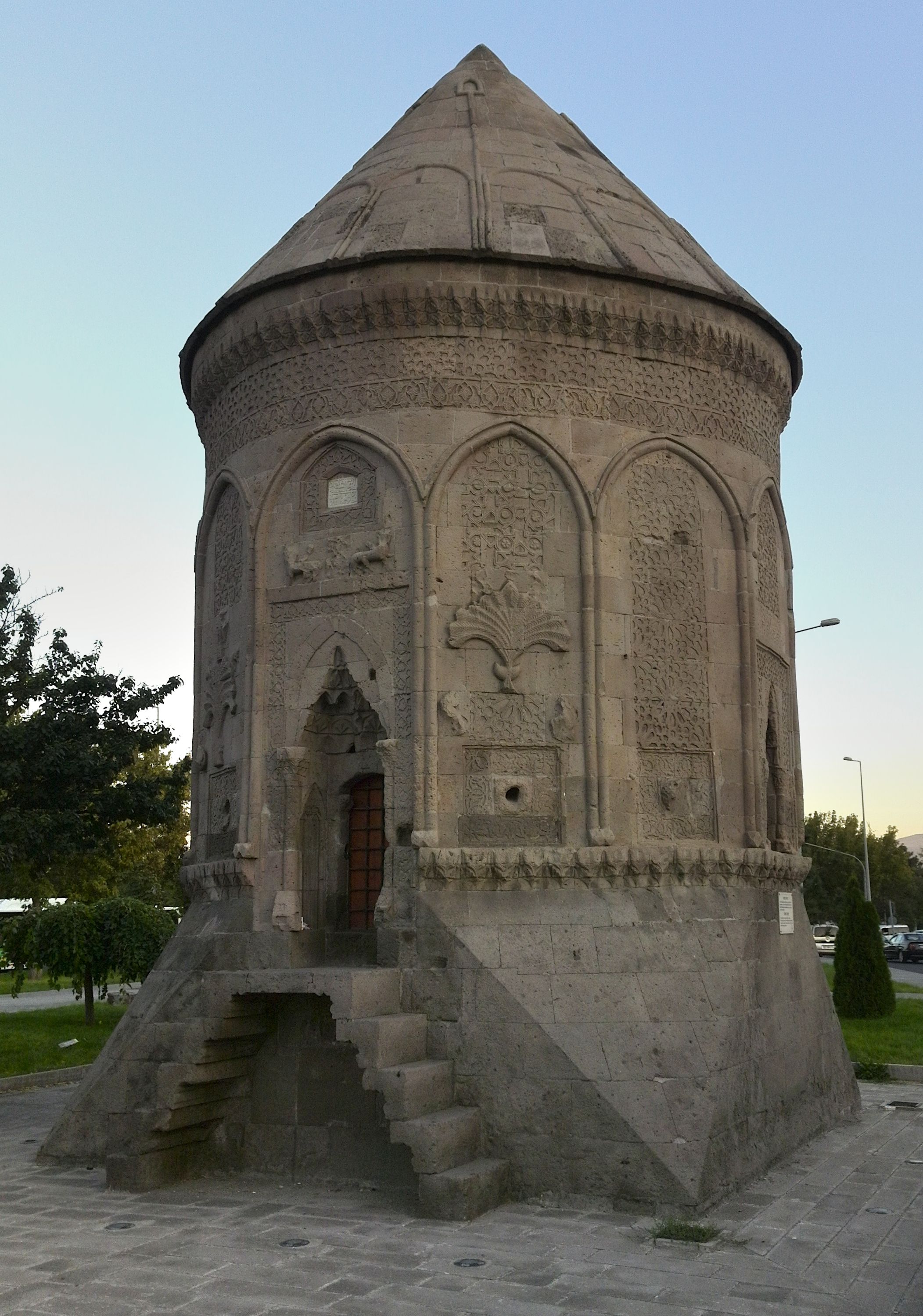
Mauzoleum Döner Kümbet
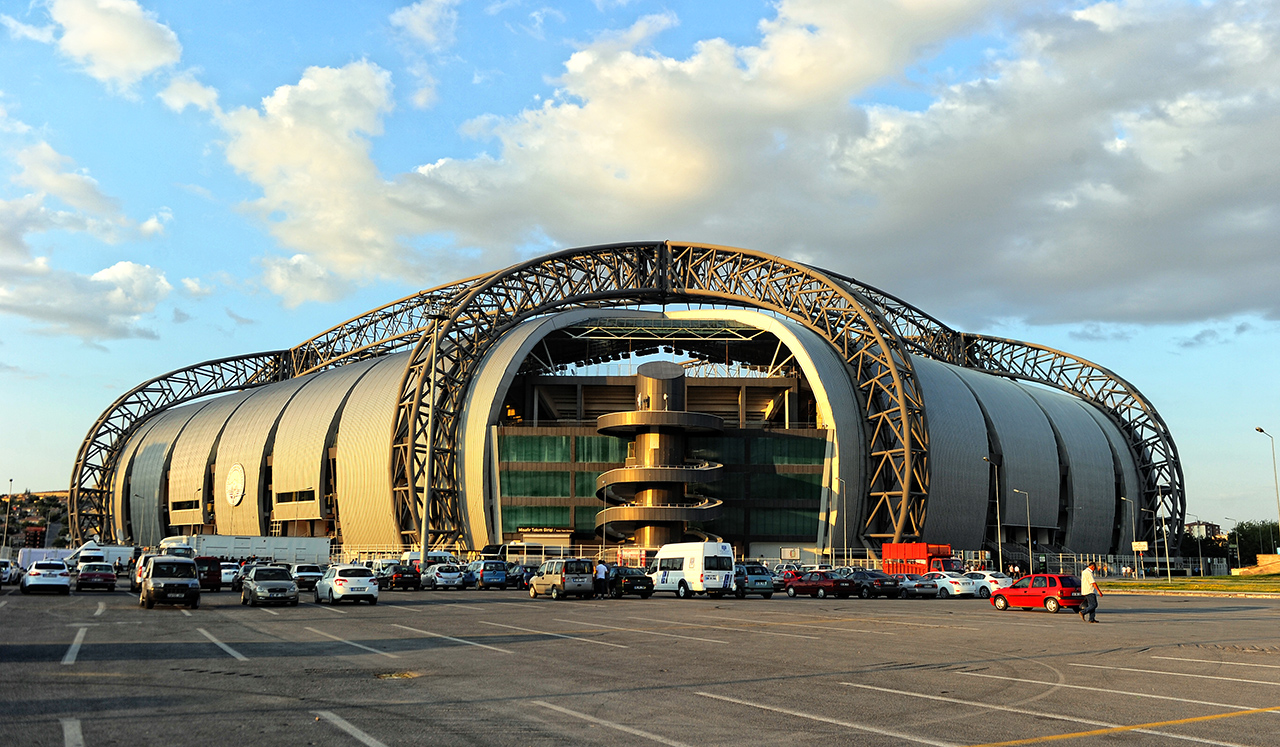
Kadir Has Stadium
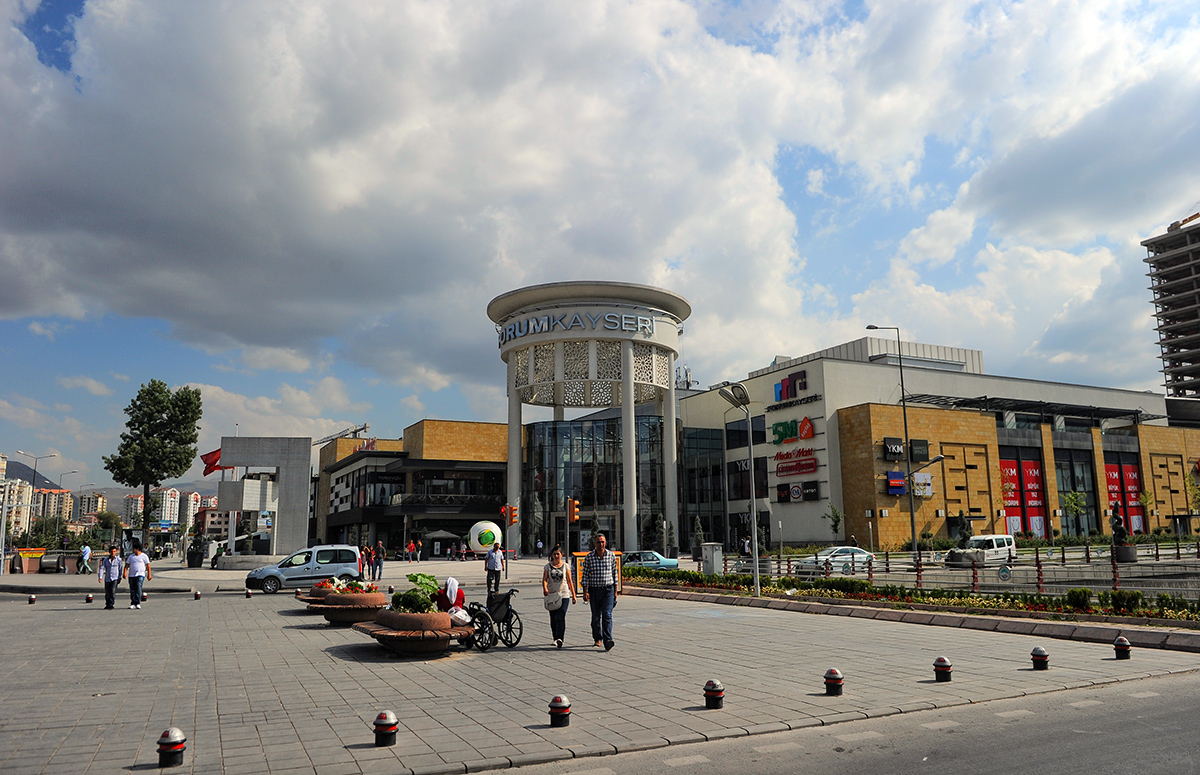
Forum
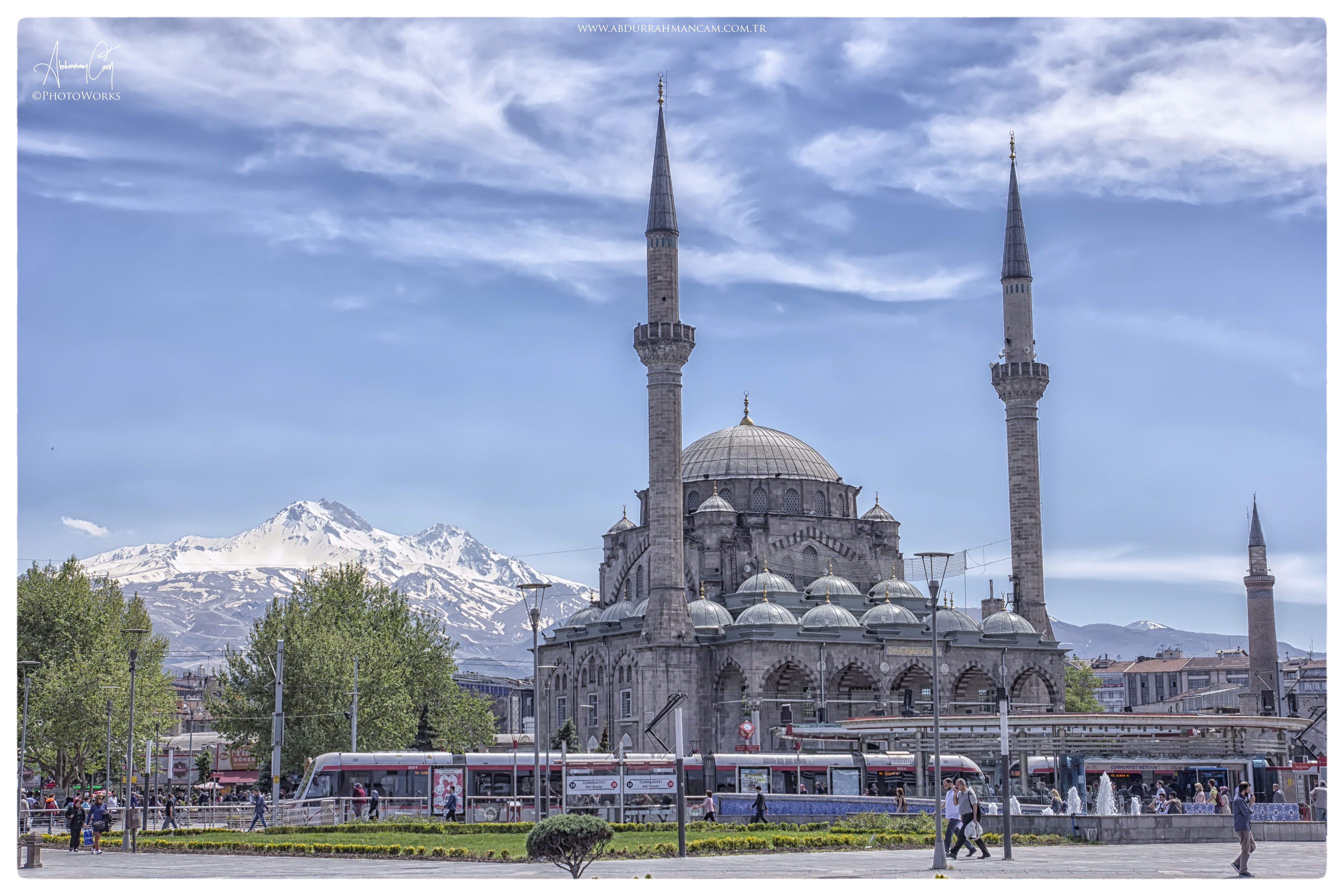
Mešita Bürüngüz
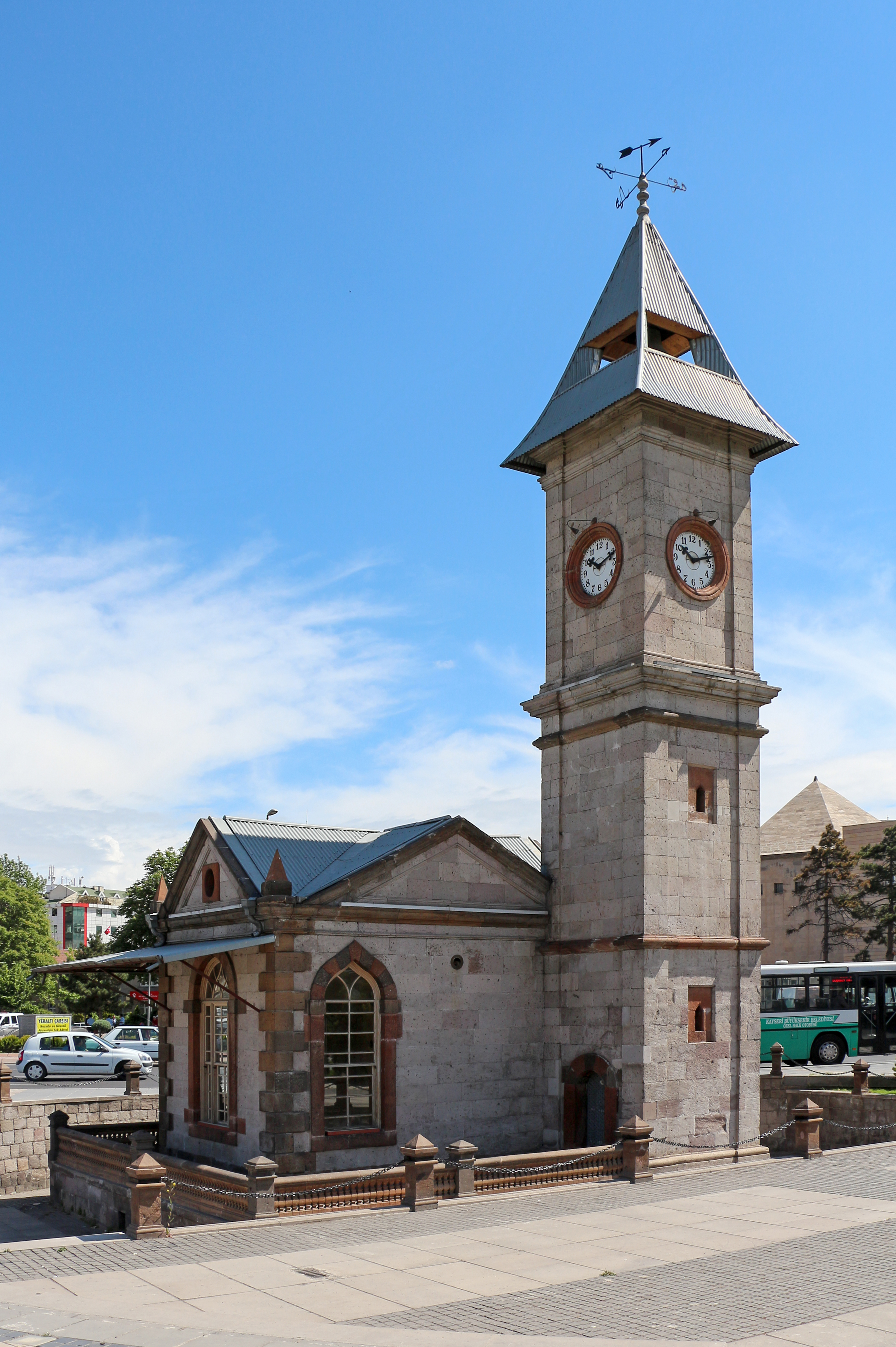
Hodinová věž
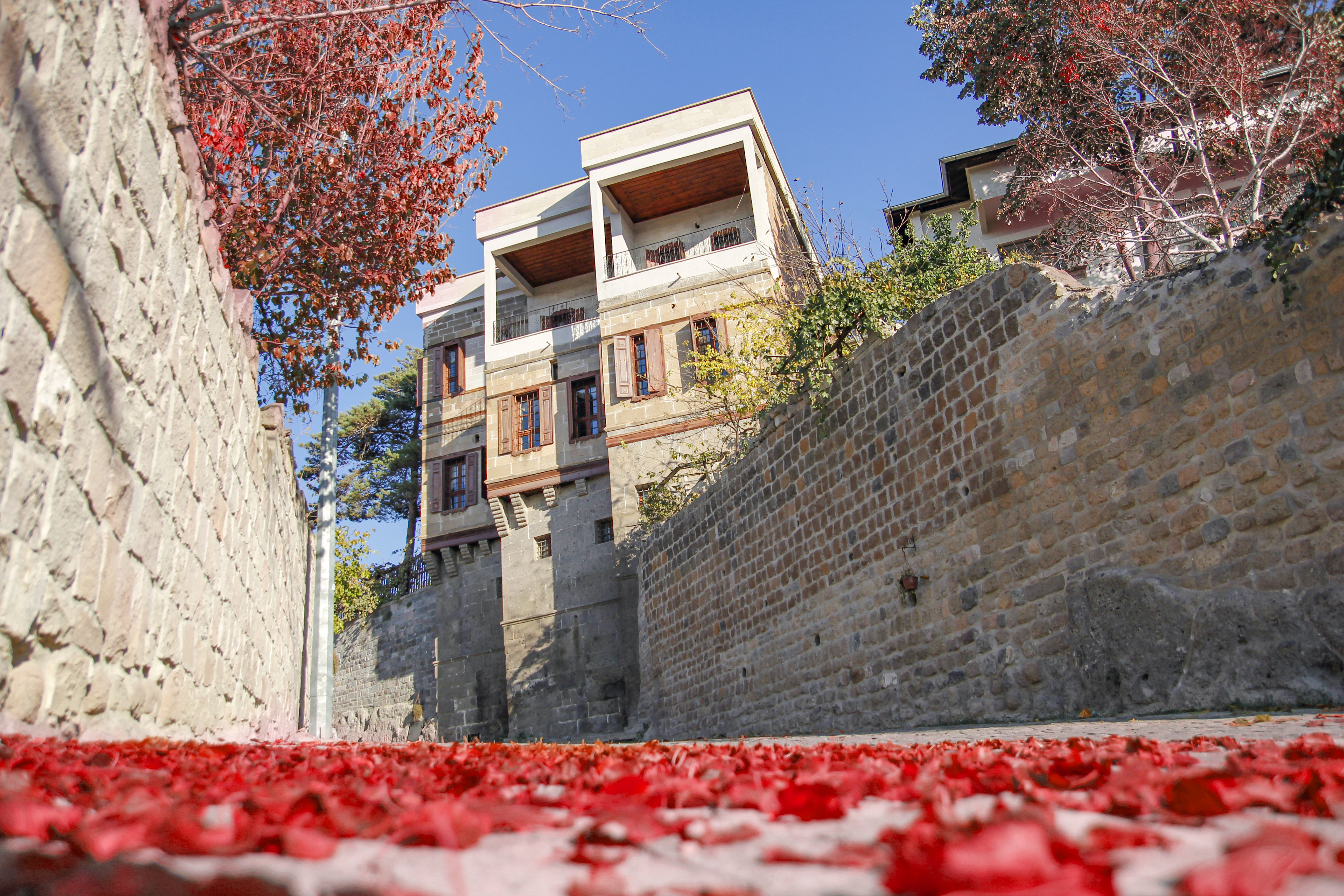
Tradiční domy
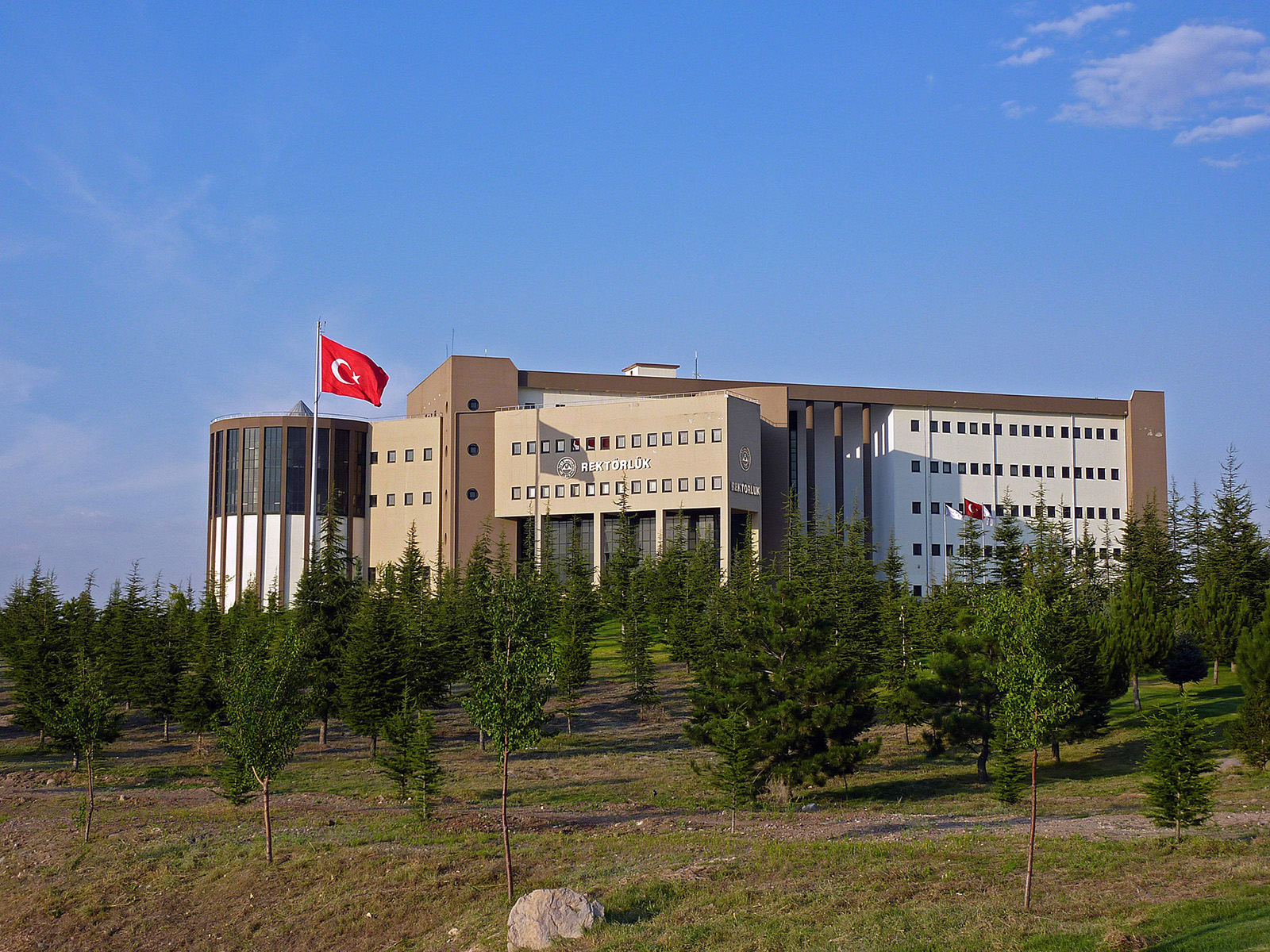
Univerzita Erciyes
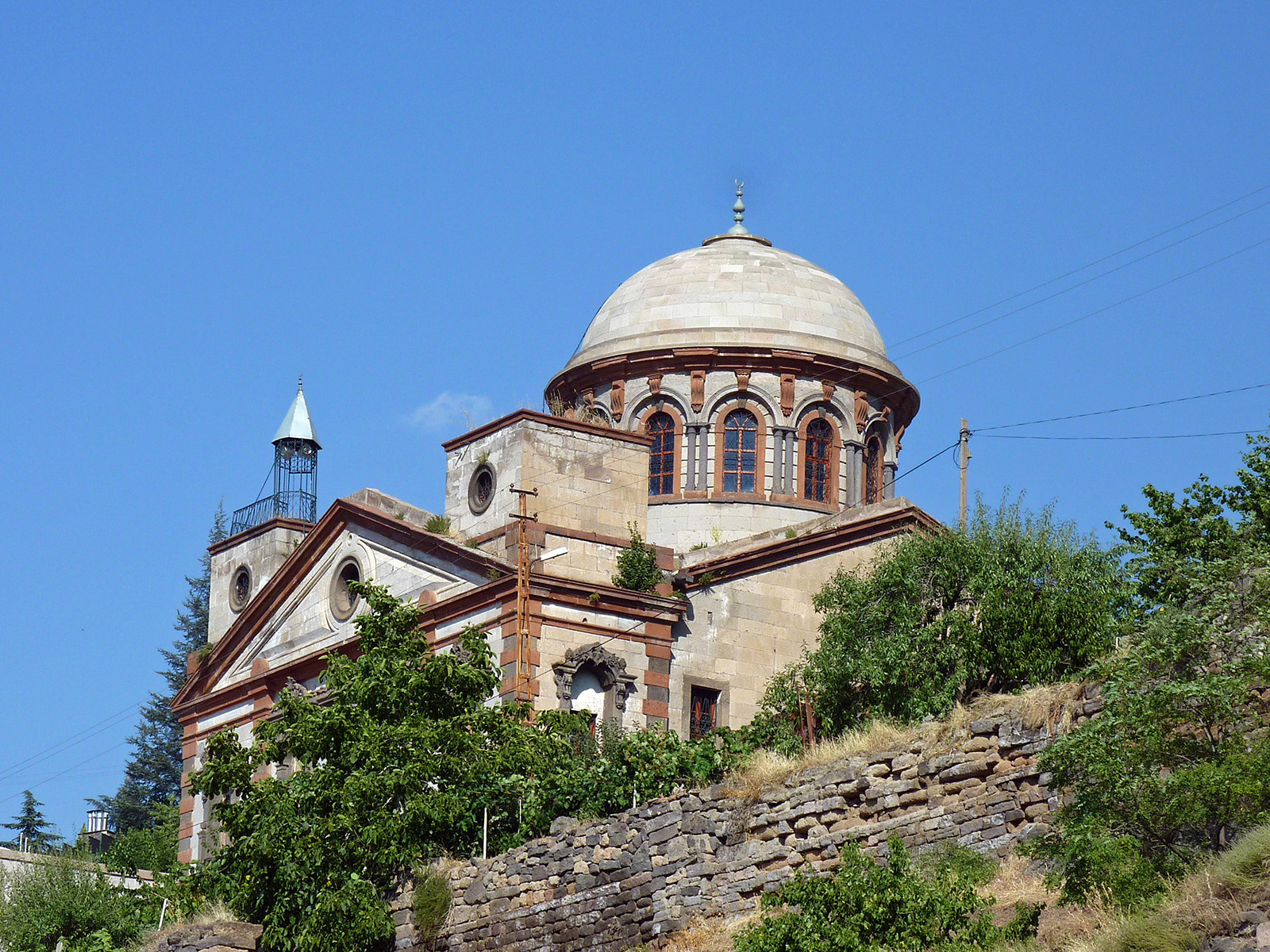
Řecký mariánský chrám, nyní mešita
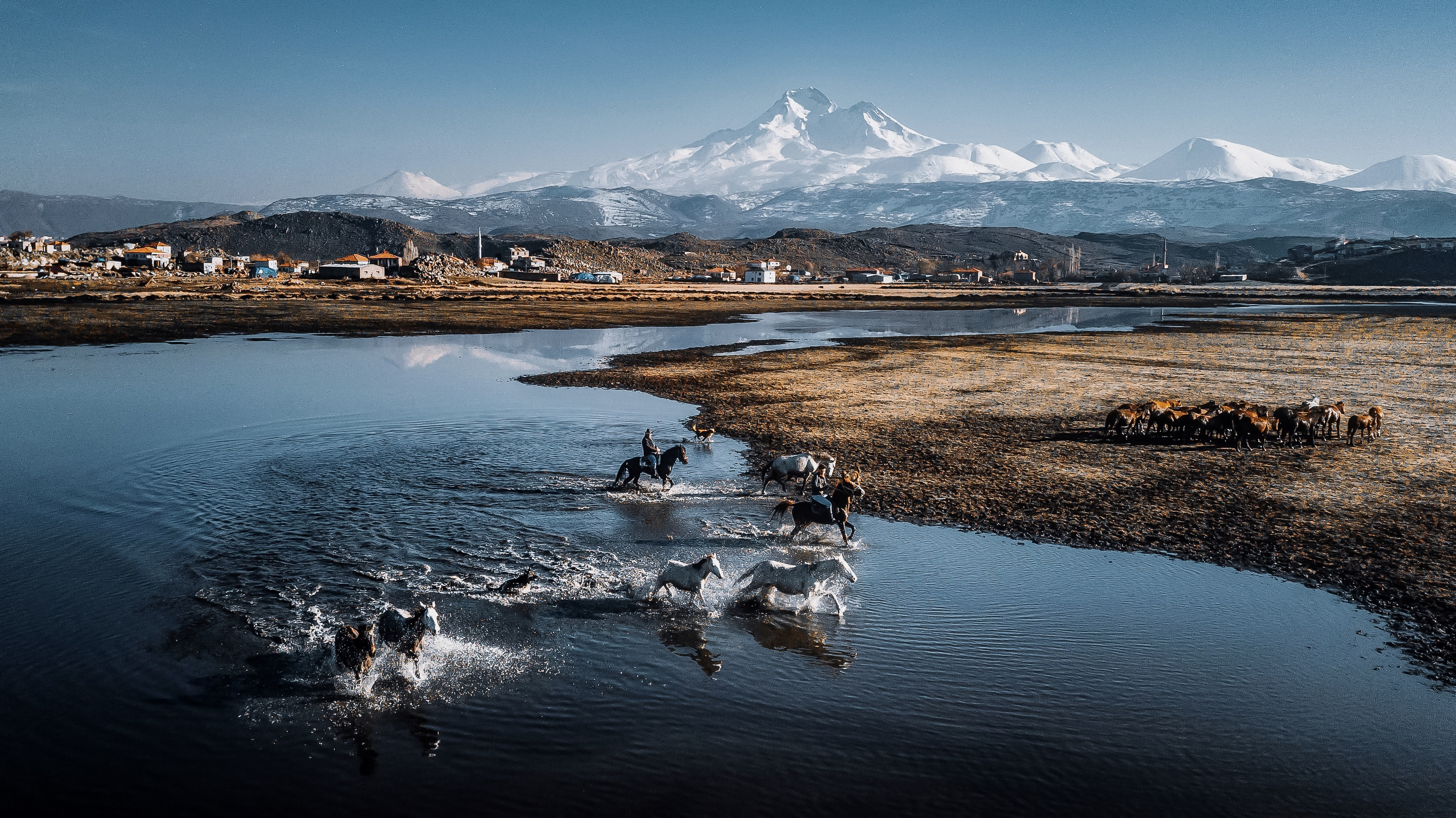
Hora Erciyes
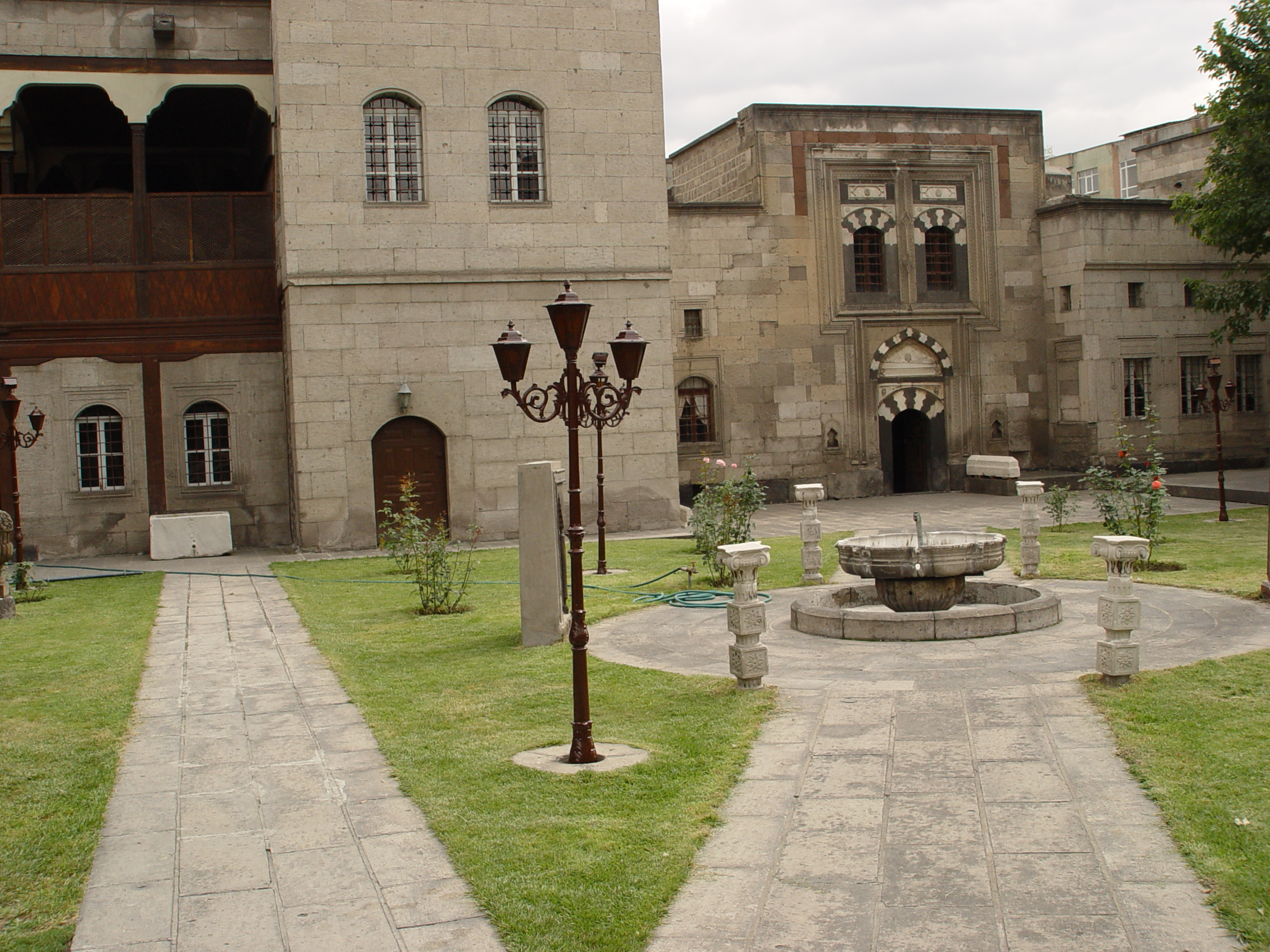
Etnografické muzeum

## Partnerská města
- Homs, Sýrie
- Jongin, Jižní Korea
- Krefeld, Německo
- Mostar, Bosna a Hercegovina
- Nalčik, Rusko
- Pavlodar, Kazachstán (2010)
- Regionalverband Saarbrücken, Německo
- Šuša, Ázerbájdžán (2022)